# Lee Yi-kyung
Lee Yi-kyung (en hangul, 이이경; Cheongju, Corea del Sur, 8 de enero de 1989) es un actor surcoreano.

## Biografía
Su padre es el CEO de LG Innotek, Lee Woong-beom.
En abril del 2018 se anunció que estaba saliendo con la actriz Jung In-sun desde hace un año, sin embargo en junio del mismo año se anunció que la pareja había terminado.

## Carrera
El 25 de marzo de 2022 se anunció que se había unido a la agencia Sangyoung Entertainment. Previamente formó parte de la agencia HB Entertainment.
Hizo su debut en la actuación en el año 2011, y su primera actuación menor, con un papel secundario, la realizó en el drama My Love from the Star de 2013.
También apareció en diversas películas independientes y comerciales, notablemente White Night de Leesong Hee Il (2012) y One on One de Kim Ki Duk (2014).
En septiembre del 2018 se anunció que se había unido al elenco principal de la nueva serie Red Moon, Blue Sea donde dará vida a Kang Ji-heon, un detective de crímenes violentos con una fuerte fe en la justicia y la ley a quien le resulta difícil expresar sus emociones libremente debido a los incidentes de su pasado los cuales mantiene en secreto.
En enero del 2019 se anunció que se había unido al elenco de la segunda temporada de la serie Welcome to Waikiki donde volvió a interpretar a Lee Joon-ki.
Ese mismo año se unió al elenco de la película de comedia y acción Hitmen donde interpretará a Chul, un agente del equipo de Jun (Kwon Sang-woo). En julio del mismo año se anunció que realizaría una aparición especial en Partners For Justice 2, donde volvió a dar vida al detective Cha Soo-ho. Ese mismo año realizó una aparición especial en la serie Hotel Del Luna.
En enero del 2020 se anunció que regresaría como parte del elenco durante la segunda temporada del programa Player. En diciembre del mismo año se unió al elenco de la serie Royal Secret Agent (también conocida como "Secret Royal Inspector"), donde interpretó al astuto y adorable Park Choon-sam, el ayudante de Sung Yi-gyeom (L), hasta el final de la serie el 9 de febrero del 2021.

## Filmografía

### Series de televisión
| Año     | Título                             | Personaje                          | Canal     | Notas                       | Ref.                 |
| ------- | ---------------------------------- | ---------------------------------- | --------- | --------------------------- | -------------------- |
| 2011    | Heartstrings                       | Estudiante universitario de música | MBC       |                             |                      |
| 2012    | School 2013                        | Lee Yi Kyung                       | KBS2      |                             | [ 22 ]               |
| 2013    | Nine: Nine Time Travels            | Han Young Hoon (1992)              | tvN       |                             | [ 23 ]               |
| 2013    | The Blade and Petal                | Tae Pyung                          | KBS2      |                             |                      |
| 2013    | My Love from the Star              | Lee Shin                           | SBS       |                             |                      |
| 2014    | Trot Lovers                        | Shin Hyo Yeol                      | KBS2      |                             | [ 24 ]               |
| 2014    | You're All Surrounded              | Shin Ki Jae                        | SBS       |                             | [ 25 ]               |
| 2014    | Drama Especial "Bride in Sneakers" | Kyu Cheol                          | KBS2      |                             |                      |
| 2015    | Maids                              | Heo Yoon Seo                       | jTBC      |                             | [ 26 ]               |
| 2015    | The Superman Age                   | Lee Yi Kyung                       | tvN       |                             |                      |
| 2015    | Yumi's Room                        | Jeon Na Baek                       | O'live TV |                             |                      |
| 2015    | Because It's The First Time        | Choi Hoon                          | OnStyle   |                             |                      |
| 2015    | Descendants of the Sun             | Kang Min-jae                       | KBS2      | Cameo, episodios 5-10       |                      |
| 2017    | Go Back Couple                     | Go Dok-jae                         | KBS2      |                             |                      |
| 2018    | Suits                              | Park Joon Pyo                      | KBS2      |                             | [ 27 ]               |
| 2018    | Partners for Justice               | Det. Cha Soo-ho                    | MBC       |                             |                      |
| 2018    | Children of Nobody                 | Det. Kang Ji-heon                  | MBC       |                             |                      |
| 2018    | Welcome to Waikiki                 | Cheon Joon-ki                      | jTBC      |                             |                      |
| 2019    | Welcome to Waikiki 2               | Cheon Joon-ki                      | jTBC      |                             |                      |
| 2019    | Partners For Justice 2             | Det. Cha Soo-ho                    | MBC       |                             |                      |
| 2019    | Hotel Del Luna                     | Yu Oh                              | tvN       |                             |                      |
| 2020-21 | Royal Secret Agent                 | Park Choon-sam                     | KBS2      |                             | [ 28 ]               |
| 2021    | Monthly Magazine Home              | Min-guk                            |           | Ep. 14 - aparición especial | [ 29 ]               |
| 2022    | Curtain Call                       | Park No-kwang                      | KBS2      | Aparición especial          | [ 30 ]               |
| 2023    | My Dearest                         | Granjero                           | MBC       | Aparición especial, ep. 12  | [ 31 ]               |
| 2024    | Cásate con mi esposo               | Park Min-hwan                      | tvN       |                             | [ 32 ] [ 33 ]        |
| 2024    | Face Me                            | Han Woo-jin                        | KBS2      | Protagonista, 12 episodios  | [ 34 ] [ 35 ] [ 36 ] |

### Películas
| Año  | Título                 | Papel               | Ref.   |
| ---- | ---------------------- | ------------------- | ------ |
| 2011 | US-Japanese Barbershop |                     |        |
| 2011 | Stitch Stitch          |                     |        |
| 2012 | White Night            | Tae Jun             |        |
| 2014 | One on One             | Sombra 1            |        |
| 2014 | The Pirates            | Cham Bok            |        |
| 2014 | Night Flight           | Estudiante temporal |        |
| 2017 | Baby Beside Me         | -                   |        |
| 2018 | The Pension            |                     |        |
| 2020 | Hitman: Agent Jun      | Chul (Cheol)        | [ 37 ] |
| 2022 | 6/45                   | Sargento Yong-ho    | [ 38 ] |
| 2023 | The Moon               | Cho Yoon-jong       | [ 39 ] |
| 2025 | Hitman 2               | Cheol               | [ 40 ] |

### Programas de variedades
| Año   | Título                                       | Canal      | Notas                                                           |
| ----- | -------------------------------------------- | ---------- | --------------------------------------------------------------- |
| 2011  | Guys Make Wonder                             | XTM        |                                                                 |
| 2011  | Hangul Train Chipo                           | EBS        |                                                                 |
| 2011  | Star Audition: The Great Birth               | MBC        |                                                                 |
| 2013  | Let's Go! Dream Team Season 2                | KBS2       | Invitado, episodios 176-178                                     |
| 2015  | Law of the Jungle in Yap                     | SBS        | Miembro del reparto, (ep. 163 - 165)                            |
| 2015  | Our Neighborhood Arts and Physical Education | KBS2       | Invitado, episodio 113                                          |
| 2015  | Real Men                                     | MBC        |                                                                 |
| 2016  | Hello Counselor                              | KBS2       | Invitado, Ep. 282                                               |
| 2016  | Battle Trip                                  | KBS2       | Participó con Lee Ki-woo, Ep. 42-45                             |
| 2017  | King of Mask Singer                          | MBC        | participó como "A Gentleman in Rome, Gregory Peck", (ep. 97-98) |
| 2017  | Night Goblin                                 | JTBC       | Invitado, episodio 10                                           |
| 2018  | It’s Dangerous Beyond The Blankets           | MBC        | Miembro                                                         |
| 2019  | Running Man                                  | SBS        | Invitado, Ep. 446-447                                           |
| 2019  | Knowing Bros (Ask Us Anything)               | JTBC       | (ep. #198) - invitado                                           |
| 2019  | Player 7                                     | XtvN       | miembro                                                         |
| 2021- | The Oppa of Tteokbokki House                 | MBC every1 | miembro                                                         |
| 2022  | Sixth Sense Season 3                         | tvN        | (ep. #27) - invitado                                            |

### Presentador
| Año  | Evento           | Notas                    |
| ---- | ---------------- | ------------------------ |
| 2019 | 2019 MAMA Awards | presentador de categoría |

### Aparición en videos musicales
| Año  | Artista                     | Canción             | Notas              |
| ---- | --------------------------- | ------------------- | ------------------ |
| 2020 | Lee Woo                     | "Memories (You...)" | junto a Kong Da-im |
| 2015 | SG Wannabe                  | "가슴뛰도록"        |                    |
| 2015 | SG Wannabe                  | "좋은 기억"         |                    |
| 2012 | Jung Key feat. Kim Na Young | "Alone"             |                    |
| 2011 | M.I.B                       | "Do U Like Me"      |                    |

## Embajador
El 1 de noviembre del 2019 fue nombrado Embajador Honorario de 112 de los Servicios de Emergencia Coreanos.

## Discografía
En febrero del 2020 anunció que lanzaría su primera canción trot a mediados del mismo mes.

## Premios y nominaciones
| Año  | Premio                      | Categoría              | Nominación            | Resultado | Ref.   |
| ---- | --------------------------- | ---------------------- | --------------------- | --------- | ------ |
| 2014 | 7th Korea Drama Awards      | Mejor actor revelación | My Love from the Star | Nominado  |        |
| 2015 | Honorary Korean Film Awards | Mejor actor revelación |                       | Ganador   | [ 56 ] |
| 2021 | KBS Drama Awards            | Mejor actor de reparto | Royal Secret Agent    | Ganador   | [ 57 ] |